# Nicolas Parlier
Pour les articles homonymes, voir Parlier.
Nicolas Parlier, né le 23 juillet 1995 à Bordeaux, est un kitesurfeur français.

## Palmarès
- 2019
  - Champion du monde IKA Formula Kite, mai 2019, lac de Garde[1].
  -  Médaille d'argent en kitefoil aux Jeux mondiaux de plage de 2019 à Doha[2]
- 2018
  - Champion de France Kitefoil open[3]
  - Il est médaillé d'or de Formula Kite aux Championnats du monde de voile 2018[4].
  - Remporte le Défi Kite[5]
- 2017
  - Champion du monde en Formula Kite (open) à Oman [6]
  - Champion du monde IKA KiteFoil [7]
  - Champion d'Europe Formula Kite, à Istambul[8].
  - Vainqueur du Défi Kite 2017[9]
- 2015
  - Champion de France Foil, La Tranche-sur-mer[10]
  - Vainqueur du Défi Kite
- 2014
  - Champion de France Foil, Quiberon[11]
  - Vainqueur du Défi Kite
- 2013
  - Champion de France Foil, Marseille[12]
  - Vainqueur du Défi Kite
- 2012
  - Champion de France Race Jeune, Quiberon[13]

## Famille
Il est le fils d'Yves Parlier.